# Eofoersteria
Eofoersteria (лат.) — род перепончатокрылых насекомых из семейства Mymaridae (Chalcidoidea).

## Распространение
Австралия, Азия, Афротропика, Неарктика.

## Описание
Микроскопического размера хальцидоидные наездники: общая длина тела менее 1 мм. Метаскутеллум при виде сбоку с дорзеллумом слегка нависает над почти вертикальным проподеумом. Основная окраска тела желтовато-коричневая. Усики состоят из скапуса, педицеля, жгутика и булавы. Жгутик 6-члениковый. Лапки 4-члениковые. Крылья с сильно редуцированным жилкованием. Паразиты яиц насекомых.

## Систематика
Таксон включён в родовую группу Camptoptera group из семейства мимарид (Mymaridae) вместе с родами Camptoptera, Camptopteroides, Macrocamptoptera, Ptilomymar и Stephanocampta.
- Eofoersteria camptopteroides Mathot, 1966 — Заир[3]
- Eofoersteria manipurensis Rehmat and Anis, 2014 — Индия[4]
- Eofoersteria secunda Viggiani, 1978 — Индия[5]
- Eofoersteria vasta (Girault, 1920) — Австралия[6][7]
  - =Camptoptera vasta
- Eofoersteria sp. — США[1]